# Bulevardul Unirii

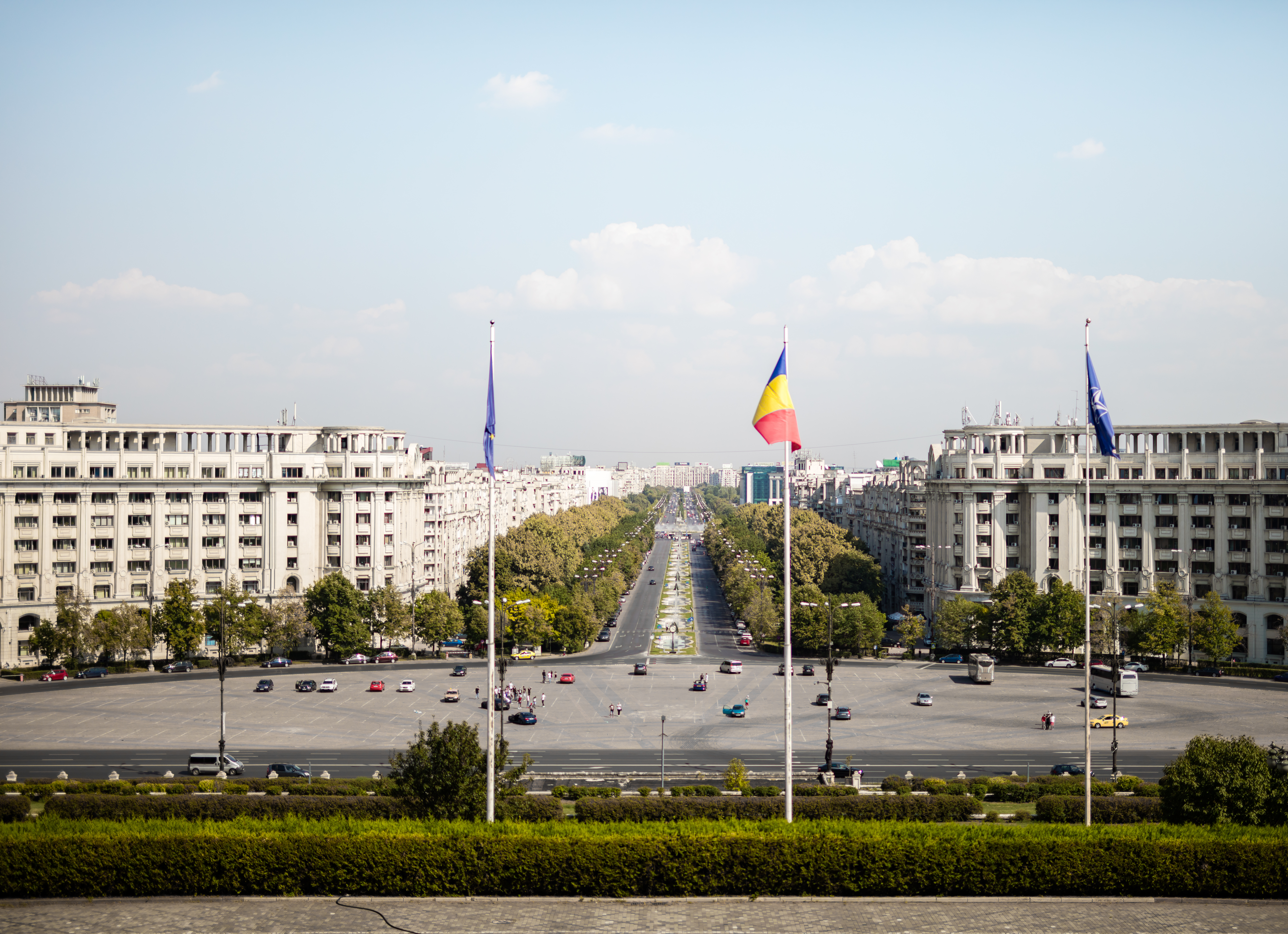
Blick vom Parlamentspalast

Boulevard der Vereinigung (rumänisch Bulevardul Unirii) ist der heutige Name des früheren Boulevard des Sieges des Sozialismus (rum. Bulevardul Victoria Socialismului), den der rumänische Diktator Nicolae Ceaușescu in den 1980er Jahren in Bukarest anlegen ließ. Die Prachtstraße ist ausgerichtet auf den gleichzeitig errichteten monumentalen Parlamentspalast (Palatul Parlamentului), ehemals Haus des Volkes (Casa Poporului), nach dem Washingtoner Pentagon das zweitgrößte Verwaltungsgebäude der Welt. Der heutige Name des Boulevards bezieht sich auf die nationale Einigung des rumänischen Staates zwischen 1862 und 1918.
Der Bau des Palasts und die postmoderne Schneise der auf ihn zuführenden Avenue erforderten die Zerstörung wertvoller Bausubstanz. Betroffen war vor allem das historisch bedeutende Uranus-Viertel mit seinen eleganten Villen, dem befestigten Kloster Mihai Vodă und dem Operettentheater. Auch das Militärmuseum und ein Art-déco-Stadion von 1926 wurden abgerissen. Die Kirche von Mihai Vodă wurde um etwa 100 Meter verschoben. Im ganzen betrafen die am Pariser Vorbild von Napoléon III. und Georges-Eugène Haussmann orientierten monumentalen Straßendurchbrüche und Flächenabrisse etwa 20 bis 25 Prozent der Altstadt von Bukarest. Dutzende Kirchen und mehrere Synagogen wurden dabei ebenso zerstört wie wertvolle historische Wohnbauten.
Der Boulevard der Vereinigung ist länger sowie um einen Meter breiter als die Avenue des Champs-Élysées. Der Boulevard ist wenig belebt und relativ verkehrsarm, nur einzelne Geschäfte, vor allem im oberen Bereich beim Parlamentspalast, konnten wirtschaftlich Fuß fassen. Am 23. April 2012 wurde am Boulevard der Vereinigung 22 die Rumänische Nationalbibliothek (rumänisch Biblioteca Națională a României), die größte Bibliothek Rumäniens, eröffnet. Von dem Gebäude war beim Sturz Ceaușescus 1989 nur die Fassade fertiggestellt, erst 2009 begann der Um- und Weiterbau der inzwischen verfallenen Ruine für die Nationalbibliothek. Unmittelbar neben der Nationalbibliothek befindet sich bis heute eine große Brachfläche. Dort sollte ursprünglich ein Nationaltheater als Kulturzentrum entstehen, der Bau kam aber nicht über die Fundamente hinaus.